# Cleptocaccobius simplex
Cleptocaccobius simplex là một loài bọ cánh cứng trong họ Bọ hung (Scarabaeidae).